# Alma Alexander
Alma A. Hromic (nacida el 5 de julio de 1963), conocida por su seudónimo Alma Alexander, es una escritora de fantasía cuyas novelas incluyen la serie juvenil Worldweavers (tres libros) y las novelas The Secrets of Jin-Shei (El lenguaje secreto del jin-shei) y su secuela The Embers of Heaven (Las cenizas del cielo), así como The Hidden Queen (La princesa del desierto) y su continuación Changer of Days.

## Biografía
Alma Alexander nació en  Yugoslavia y pasó su infancia y juventud en varios países africanos por razones familiares, entre ellos Zambia, Eswatini y Sudáfrica. Se licenció en microbiología en Ciudad del Cabo y ejerció durante un tiempo, hasta que se decantó por la escritura; más tarde, residió en Inglaterra y Nueva Zelanda antes de mudarse a los Estados Unidos. Vive en Bellingham, Washington, con su esposo.
Además de sus novelas de fantasía, Alexander ha publicado un libro de memorias sobre su infancia en África y una novela epistolar (escrita con su esposo, colaborador de un grupo de noticias de Usenet ) sobre la guerra de la OTAN en Yugoslavia. También ha publicado numerosas reseñas de libros, relatos de viajes, ensayos, poesía y otros artículos en varias revistas (p. ej., Swans ) de todo el mundo. Su historia "The Painting" ganó el Concurso de Cuentos Cortos de la BBC en el 2000.
En 2009, donó su archivo al departamento de Libros Raros y Colecciones Especiales de la Universidad del Norte de Illinois.

#### Obras en español
- El lenguaje secreto del jin-shei, Martínez Roca, 2006 (En el mítico reino chino de Syai existe un lenguaje, el jin-ashu, que solo conocen las mujeres, y una hermandad, el jin-shei, cuyos vínculos son más fuertes que la amistad y los lazos de sangre. Las vidas de ocho mujeres de muy diferente linaje y condición quedarán unidas por su juramento a esta hermandad, cambiando su destino para siempre).
- Las cenizas del cielo, Booket, 2009 (En la ciudad china de Syai, un joven campesino marcado por una profecía se convierte en líder revolucionario. En su vida se cruza Amais, joven educada en las antiguas tradiciones chinas, que ve como el mundo se tambalea a su alrededor por culpa del hombre al que ama).
- La princesa del desierto, Martínez Roca, 2011 (Más allá de las dunas de Kheldrin, yace un viejo oráculo olvidado por los dioses. Tras siglos de obligado silencio, la llegada de una joven le devuelve a la vida con una nueva profecía: una joven de sangre real que ha perdido su trono a causa de la codicia y de las guerras de los hombres, iniciará el despertar de un nuevo reinado).